# Alocasia reginula
Alocasia reginula là một loài thực vật có hoa trong họ Ráy (Araceae). Loài này được A.Hay mô tả khoa học đầu tiên năm 1998.

## Hình ảnh

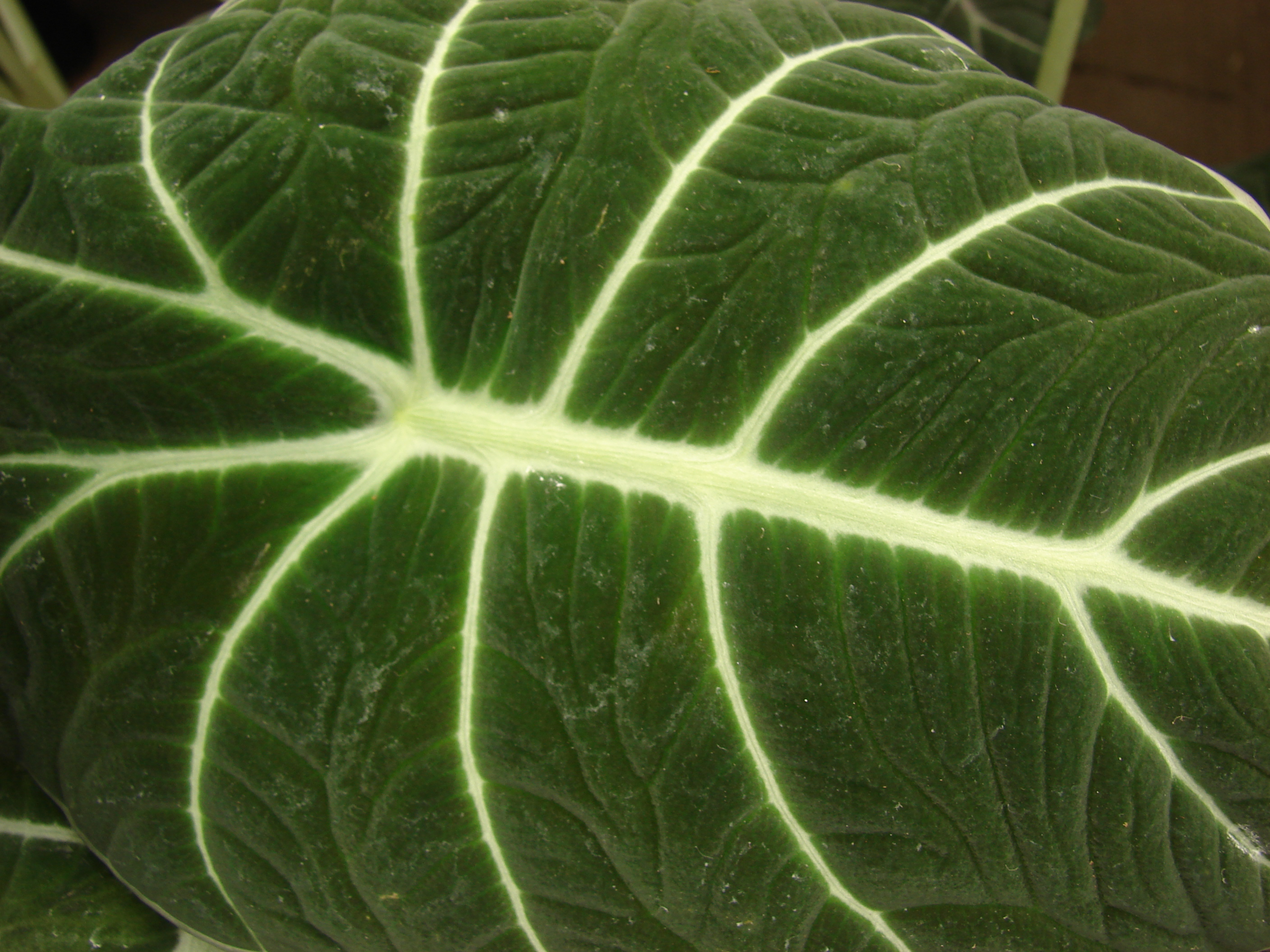